# Augusztus 30.
Augusztus 30. az év 242. (szökőévben 243.) napja a Gergely-naptár szerint. Az évből még 123 nap van hátra.
Névnapok: Rózsa + Bodony, Félix, Letícia, Létó, Letti, Pázmán, Róza, Rózabella, Rozalinda, Rózamari, Rozita, Rózsi, Tícia, Vadony

## Események
- 1540 – I. (Habsburg) Ferdinánd király ismét megtámadja Szapolyai János királyságát, ami egy habsburg–török háborút eredményez.
- 1721 – Nystadi béke: Svédország jelentős területeket enged át az Orosz Birodalomnak; a dátum Julián naptár szerinti, Gergely-naptár szerint szeptember 10.
- 1782 – Mérnökképző intézmény jön létre Budapesten az Egyetem keretében,[1] Európában elsőként. A Mérnöki Intézet, a Budapesti Műszaki Egyetem elődje, 1850-ig működik.
- 1849 – Isztambulban Musztafa Rasid nagyvezír meggyőzi kormányát, hogy az Oszmán Birodalom utasítsa el az Ausztria követelését, és ne szolgáltassa ki a magyar szabadságharc menekültjeit.
- 1918 – Lenin merénylet következtében súlyosan megsebesül.
- 1922 – Törökországban a Musztafa Kemál pasa által vezetett felkelő hadsereg Kütahya közelében döntő győzelmet arat a görög intervenciós haderő fölött. Fogságba esik a görög parancsnokló tábornok is. Megkezdődik Anatólia felszabadítása.
- 1932 – A német birodalmi választásokon az NSDAP megszerzi a szavazatok 37%-át, ezzel a legerősebb parlamenti frakcióvá válik. Hermann Göring SA-Obergruppenführer átveszi a Birodalmi Gyűlés (Reichstag) elnöki tisztét.
- 1940 – A második bécsi döntés elfogadása, melynek alapján szeptember 5-étől magyar csapatok megkezdik a visszacsatolt Észak-Erdély megszállását.
- 1941 – A Wehrmacht körülzárja Leningrádot, ezzel megkezdődik a város 900 napos blokádja.
- 1950 – Grősz József kalocsai érsek a kommunista államhatalom és a békepapok nyomására megállapodást ír alá, melynek értelmében a püspöki kar támogatja a szocialista rendszert, a békeharcot és a mezőgazdaság kollektivizálását.
- 1958 – Mao Ce-tung kínai állam- és pártvezető meghirdeti a „hármas vörös zászló” programját, melynek jelszavai a „szocialista építés”, a „nagy ugrás előre” és a „népi kommunák” létrehozása. Ez a sztálinista típusú erőltetett iparosítási politika nyitánya Kínában.
- 1963 – „Forródrót” létesül Moszkva és Washington között, a félreértésből adódó atomháború veszélyének csökkentésére.
- 1974 – Amerikai rakéta állítja Föld körüli pályára az első holland műholdat, a csillagászati ANS-t.
- 1984 – A Discovery űrrepülőgép elindul első útjára.
- 1989 – Első nemzetközi mérkőzését vezeti Puhl Sándor, akit később négyszer választanak meg a világ legjobb labdarúgó játékvezetőjének.
- 1996 – Megszületik a Haszavjurti egyezmény, amely véget vet az első csecsen háborúnak.
- 2005 – Egy nappal a Katrina hurrikán átvonulása után New Orleans területének 80%-a víz alá kerül. Az áldozatok száma 1800.
- 2013 – A Keresztelő Szent János-székesegyházban – ünnepi szentmise keretében – beiktatják hivatalába Orosch János új nagyszombati érseket. (Orosch a 2012. júliusban hivatalából elmozdított Róbert Bezák helyét vette át. Az év júliusban kinevezett érsek Bezák leváltása óta a pápa megbízásából ’’sede vacante’’ apostoli adminisztrátorként látta el a nagyszombati főegyházmegye vezetését.)[2]

## Sportesemények
Formula–1
- 1981 –  holland nagydíj, Zandvoort - Győztes: Alain Prost  (Renault Turbo)
- 1992 –  belga nagydíj, Spa Francorchamps - Győztes: Michael Schumacher  (Benetton Ford)
- 1998 –  belga nagydíj, Spa Francorchamps - Győztes: Damon Hill  (Jordan Mugen Honda)
- 2009 –  belga nagydíj, Spa Francorchamps - Győztes: Kimi Räikkönen  (Ferrari)

## Születések
- 1574 – Szenczi Molnár Albert nyelvtudós, zsoltárköltő, műfordító, református lelkész, filozófus, egyházi író († 1634[3])
- 1735 – Szily János Szombathely első püspöke († 1799)
- 1748 – Jacques-Louis David, francia klasszicista festő († 1825)
- 1773 – Pollack Mihály magyar műépítész († 1855)
- 1797 – Mary Wollstonecraft Shelley angol író, költő († 1851)
- 1811 – Théophile Gautier francia regényíró, költő, drámaíró, újságíró, műkritikus († 1872)
- 1812 – Haraszthy Ágoston, magyar földbirtokos, a királyi testőrség tisztje, a kaliforniai szőlőtermesztés és borászat megalapítója († 1869)
- 1827 – Martin Lajos matematikus, feltaláló († 1897)
- 1845 – Kresz Géza magyar orvos († 1901)
- 1852 – Jacobus Henricus van ’t Hoff fizikokémikus a reakciósebesség, a kémiai egyensúly és az ozmotikus nyomás vizsgálatai terén elért kiemelkedő munkásságaiért az első kémiai Nobel-díjat kapta 1901-ben († 1911)
- 1871 – Ernest Rutherford új-zélandi származású amerikai Nobel-díjas atomfizikus († 1937)
- 1874 – Bárczay Ferenc magyar földbirtokos, huszárhadnagy, országgyűlési képviselő († 1954)
- 1877 – Feliksz E. Dzerzsinszkij (er. Feliks Dzierżyński) lengyel kommunista forradalmár, a szovjet titkosrendőrség (CSEKA) létrehozója, vezetője († 1926)
- 1884 – Theodor Svedberg Nobel-díjas svéd kémikus († 1971)
- 1890 – Reményik Sándor magyar költő († 1941)
- 1896 – Raymond Massey kanadai-amerikai színész (Arzén és levendula) († 1983)
- 1909 – Tadeusz Sołtyk lengyel mérnök, repülőgép-tervező († 2004)
- 1912 – Edward Mills Purcell amerikai fizikus, aki 1952-ben megosztott fizikai Nobel-díjat kapott a mágneses magrezonancia felfedezéséért folyadékokban és szilárd anyagokban († 1997)
- 1921 – Szoó György magyar színész († 1999)
- 1922 – Mádi Szabó Gábor Kossuth- és Jászai Mari-díjas magyar színész, érdemes és kiváló művész († 2003)
- 1924 – Kisfaludy Lajos vegyészmérnök, az MTA tagja, a gyógyszervegyészet jelentős alakja († 1988)
- 1928 – Lucky Casner (Lloyd Perry Casner) brit autóversenyző († 1965)
- 1930 – Warren Buffett amerikai részvénybefektető és üzletember
- 1935 – Gerhard Mitter német autóversenyző († 1969)
- 1935 – Vissy Károly televíziós meteorológus, az Országos Meteorológiai Szolgálat munkatársa († 2011)
- 1937 – Bruce McLaren (Bruce Leslie McLaren) új-zélandi autóversenyző († 1970)
- 1938 – Romvári Gizi magyar színésznő († 2010)
- 1941 – Ignazio Giunti olasz autóversenyző († 1971)
- 1943 – Adamis Anna Kossuth-díjas magyar költő, dalszövegíró, előadó
- 1946 – Bódy Gábor filmrendező, videoművész és teoretikus († 1985)
- 1952 – Bay Éva magyar televíziós bemondó, műsorvezető
- 1954 – Alekszandr Lukasenko belorusz politikus, elnök
- 1958 – Csiffáry Gabriella főlevéltáros, szerkesztő
- 1963 – Gábos Katalin magyar színésznő, író
- 1972 – Cameron Diaz amerikai színésznő
- 1972 – Pavel Nedvěd cseh labdarúgó
- 1975 – Maria de la Caridad Alvarez kubai atléta
- 1980 – Tisza Kata magyar írónő
- 1980 – Szollár Krisztián magyar labdarúgó
- 1982 – Kovács Nikolett magyar gyorsasági motorversenyző, sportújságíró
- 1982 – Alina Dumitru román cselgáncsozó
- 1985 – Risztov Éva olimpiai bajnok magyar úszónő
- 1985 – Leisel Jones ausztrál úszónő
- 1985 – Eamon Sullivan ausztrál úszó
- 1985 – Cosmin Giura román labdarúgó
- 1986 – Gerlits Réka magyar színésznő
- 1986 – Ryan Ross zenész, a Panic at the Disco nevű amerikai együttes szólógitárosa és háttérénekese
- 1988 – Meyer Lili magyar színésznő
- 1989 – Sergio Munoz spanyol tornász

## Halálozások
- 0526 – Nagy Theodorik keleti gót király (Ravennában) (* 454)
- 1483 – XI. Lajos francia király[4]
- 1505 – Habsburg Erzsébet lengyel királyné (* 1437)
- 1594 – Kendi Sándor erdélyi magyar főnemes, politikus
- 1915 – Julius von Payer cs. és kir. katonatiszt, sarkkutató, hegymászó, térképész, tájképfestő (* 1841)
- 1928 – Wilhelm Wien Nobel-díjas német fizikus (* 1864)
- 1935 – Henri Barbusse francia kommunista író (* 1873)
- 1940 – Joseph John Thomson Nobel-díjas angol fizikus, az elektron felfedezője (* 1856)
- 1945 – Schaffer Alfréd magyar labdarúgó játékos, edző (* 1893)
- 1959 – Ed Elisian (Edward Gulbeng Elisian) amerikai autóversenyző (* 1926)
- 1960 – Szőnyi István Kossuth-díjas magyar festőművész (* 1894)
- 1963 – Guy Burgess brit hírszerző, kettős ügynök, szovjet kém, a „Cambridge-i ötök” egyike (* 1911)
- 1993 – Richard Jordan amerikai színész (* 1937)
- 2003 – Charles Bronson (er. Buchinsky) amerikai filmszínész (* 1921)
- 2006 – Nagíb Mahfúz Irodalmi Nobel-díjas egyiptomi író (* 1911)
- 2010 – Futó Elemér magyar erdész, a Kis-Balaton természetvédelmi felügyelője, a Balaton-felvidéki Nemzeti Park nyugalmazott vezető természetvédelmi őre (* 1939)
- 2015 – Oliver Sacks brit származású amerikai neurológus, író (* 1933)
- 2015 – Wes Craven amerikai horrorfilm-rendező (* 1939)
- 2016 – Věra Čáslavská hétszeres olimpiai bajnok cseh tornász (* 1942)
- 2017 – Makk Károly Kossuth-díjas magyar filmrendező, forgatókönyvíró, a nemzet művésze (* 1925)
- 2019 – Urbán Aladár történész, az MTA doktora, az ELTE professor emeritusa (* 1929)
- 2022 – Mihail Szergejevics Gorbacsov szovjet politikus, az SZKP főtitkára és a Szovjetunió elnöke (* 1931)
- 2023 – Kováts Dániel Kazinczy-díjas főiskolai tanár, író, irodalomtörténész, helytörténész (* 1929)

## Nemzeti ünnepek, emléknapok, világnapok
- Eltűntek világnapja 2000 óta.
- Kazahsztán: az alkotmány napja
- Törökország – A Győzelem Ünnepe (Zafer Bayramı), a görög megszállók elleni 1922-es diadal emlékére. A fegyveres erők napja.